# Джеймстаун (Міссурі)
Джеймстаун (англ. Jamestown) — селище (англ. village) в США, в окрузі Моніто штату Міссурі. Населення — 330 осіб (2020).

## Географія
Джеймстаун розташований за координатами 38°46′9″ пн. ш. 92°29′2″ зх. д. / 38.76917° пн. ш. 92.48389° зх. д. (38.769237, -92.483904).  За даними Бюро перепису населення США в 2010 році селище мало площу 2,61 км², з яких 2,59 км² — суходіл та 0,02 км² — водойми.

## Демографія
Згідно з переписом 2010 року, у місті мешкало 386 осіб у 161 домогосподарстві у складі 100 родин. Густота населення становила 148 осіб/км².  Було 187 помешкань (72/км²).
Расовий склад населення:
| - 97,9 % — білих |

До двох чи більше рас належало 2,1 %. Частка іспаномовних становила 1,0 % від усіх жителів.
За віковим діапазоном населення розподілялося таким чином: 28,5 % — особи молодші 18 років, 52,1 % — особи у віці 18—64 років, 19,4 % — особи у віці 65 років та старші. Медіана віку мешканця становила 36,6 року. На 100 осіб жіночої статі у місті припадало 96,9 чоловіків;  на 100 жінок у віці від 18 років та старших — 81,6 чоловіків також старших 18 років.
Середній дохід на одне домашнє господарство  становив 42 903 долари США (медіана — 38 438), а середній дохід на одну сім'ю — 53 084 долари (медіана — 46 719). За межею бідності перебувало 15,7 % осіб, у тому числі 21,4 % дітей у віці до 18 років та 10,9 % осіб у віці 65 років та старших.
Цивільне працевлаштоване населення становило 144 особи. Основні галузі зайнятості: освіта, охорона здоров'я та соціальна допомога — 19,4 %, роздрібна торгівля — 13,9 %, публічна адміністрація — 9,0 %, мистецтво, розваги та відпочинок — 9,0 %.